# Фортуна-ди-Минас
Фортуна-ди-Минас (порт. Fortuna de Minas) — муниципалитет в Бразилии, входит в штат Минас-Жерайс. Составная часть мезорегиона Агломерация Белу-Оризонти. Входит в экономико-статистический микрорегион Сети-Лагоас. Население составляет 2549 человек на 2006 год. Занимает площадь 198,070 км². Плотность населения — 12,9 чел./км².

## История
Город основан 1 марта 1963 года. 

## Статистика
- Валовой внутренний продукт на 2003 год составляет 13 146 735,00 реалов (данные: Бразильский институт географии и статистики).
- Валовой внутренний продукт на душу населения на 2003 год составляет 5262,90 реалов (данные: Бразильский институт географии и статистики).
- Индекс развития человеческого потенциала на 2000 год составляет 0,716 (данные: Программа развития ООН).